# تريبينورون
التريبينورون على شكل تريبينورون-ميثيل هو مبيد أعشاب سلفونيلوريا. على هذا النحو هو في WSSA/مجموعة HRAC 2 الجديدة، ومجموعة HRAC B القديمة، وطريقة عملها هي تثبيط أسيتولاكتات سينثاز.

## الصيغة الكيميائية
2-[[(4-ميثوكسي-6-ميثيل-1،3،5-تريازين-2-يل)-ميثيل كاربامويل]سلفامويل]حمض البنزويك  إنه سلفونيل يوريا.

## الكيمياء الفيزيائية
في تعليق المياه الطينية، زاد التريبينورون من الامتصاص مع انخفاض الأس الهيدروجيني وأكثر من ذلك مع تعليق الحمل.

## محاصيل مقاومة
تم تحقيق تحول مقاومة تريبينورون في البطيخ وتم التحقق من صحته من خلال بقاء المسوخ ولكن ليس الضوابط، تحت علاج تريبينورون.
تم إنتاج اثنين من أصناف عباد الشمس من نوع البذور الزيتية بواسطة وزارة الزراعة الأمريكية -أرس عن طريق التكاثر التقليدي.

## مزيد من القراءة
- Kreiner، Julia M.؛ (WoS RID)؛ Stinchcombe، John R.؛ (ORCID)؛ Wright، Stephen I.؛ (ORCID) (29 أبريل 2018). "Population Genomics of Herbicide Resistance: Adaptation via Evolutionary Rescue". Annual Reviews  [لغات أخرى]‏. ج. 69 ع. 1: 611–635. DOI:10.1146/annurev-arplant-042817-040038. ISSN:1543-5008. {{استشهاد بدورية محكمة}}: روابط خارجية في |مؤلف2-الأخير=، |مؤلف4-الأخير=، و|مؤلف6-الأخير= (مساعدة)صيانة الاستشهاد: أسماء عددية: قائمة المؤلفين (link) صيانة الاستشهاد: أسماء متعددة: قائمة المؤلفين (link) صيانة الاستشهاد: علامات ترقيم زائدة (link) Supplemental.